# LOVE IS THE MESSAGE
『LOVE IS THE MESSAGE』（ラヴ・イズ・ザ・メッセージ）は、日本の歌手MISIAの2枚目のアルバム。2000年1月1日発売。発売元はBMG JAPAN。

## 概要
- フルアルバムとしては前作から約1年半ぶりとなったアルバム。
- 初回盤は特殊パッケージ仕様。
- 第42回日本レコード大賞ベストアルバム賞受賞。

## 収録曲
作詞・作曲：MISIA（特記以外）
1. OPENING (0:35)
2. BELIEVE (4:50)
作曲・編曲：佐々木潤
3rdシングル
前曲の余韻が曲頭に僅かに残っており表記は無いが厳密にはアルバムバージョン。
3. sweetness (5:50)
作曲・編曲：島野聡
5thシングル
4. It's just love (6:25)
作曲：MISIA・島野聡、編曲：島野聡
マックスファクター「ななこなでしこ」CMソング
5. Sweet pain (6:22)
作曲：筒美京平、編曲：松井寛
  - INTERLUDE 〜sending my love〜

作曲：和田昌哉
「Sweet pain」の後に流れるインスト曲。
6. アツイナミダ (6:26)
作曲・編曲：佐々木潤
7. 雨の日曜日 (4:47)
作詞：MISIA・黒須チヒロ、作曲：楠木達志、編曲：松井寛
8. 愛しい人 (6:31)
編曲：百石元
5thシングルのカップリング曲
  - INTERLUDE 〜so in love with you〜

作曲：和田昌哉
「愛しい人」の後に流れるインスト曲。
9. あの日のように (5:32)
編曲：島野聡
10. 花/鳥/風/月 (5:48)
作詞：黒須チヒロ、作曲：松井寛・MISIA、編曲：松井寛
3rdシングルのカップリング曲
11. One! (6:09)
作曲：松井寛、編曲：松井寛・鷺巣詩郎
4thシングルのカップリング曲
12. 忘れない日々 (5:56)
作曲：松本俊明、編曲：安部潤
4thシングル

additional track
1. LOVIN' YOU (MISIA 1999 LIVE VERSION) (6:08)
作詞・作曲：リチャード・J.ルドルフ・ミニー・リパートン
ミニー・リパートンの同名同曲のカバー。

## 参加ミュージシャン
- MISIA
  - Vocal (#2-13)
  - Background Vocals (#2-12)
- 熊原正幸
  - Computer Manipulation (#2.6)
  - Keyboards (#6)
- 五十嵐慎一：Keyboards (#2)
- 笹本安詞：Bass (#2)
- 鈴木健治：Guitar (#2.5.7.9.10.11)
- ROYAL MIRROR BALL ORCHESTRA
  - Strings (#2.5.11)
  - Brass (#11)
- 落合徹也 (弦一徹)
  - Strings Arrangement (#2)
  - Strings (#5)
- 鈴木保：Harp Solo (#2)
- ローレン：Background Vocals, Background Vocal Arrangement (#2.7.10)
- マリオン、ジェニー・イングラム・ブラウン：Background Vocals (#2.7.10)
- イアン・ピッター：Background Vocals (#2)
- 島野聡：Computer Manipulation & Keyboards (#3.4.9)
- REMEO：Bass (#3.5.11)
- 柴田祥子：Background Vocals (#3.4)
- 百石元
  - Acoustic Guitar (#4.7)
  - Computer Manipulation & Keyboards, Guitar (#8)
- 松井寛
  - Computer Manipulation & Keyboards (#5.7.10.11)
  - Bass (#7.10)
- 筒美京平：Strings Arrangement (#5)
- DJ TASHI：Scratch (#5)
- 和田昌哉
  - Computer Manipulation & Keyboards (Interlude "sending my love", Interlude "so in love with you")
  - Background Vocals, Background Vocal Arrangement (#12)
- Yosuke Sugimoto：Additional Computer Manipulation (#8)
- 山田秀俊：Fender Rhodes Piano (#9.10)
- 鈴木明男：Sax (#10)
- 鷺巣詩郎：Orchestration (#11)
- Suzi Kim：Background Vocals (#11)
- 安部潤
  - Computer Manipulation & Keyboards (#12)
  - Fender Rhodes Piano (#13)